# Paul Eddy
Paul Eddy (14 december 1944 - 10 december 2009) was een Engelse journalist en schrijver. Hij is bekend geworden als auteur van verschillende thriller- en non-fictieboeken.